# Giocatojo
Giocatojo (en corse : Ghjucatoghju) est une commune française située dans la circonscription départementale de la Haute-Corse et le territoire de la collectivité de Corse. Le village appartient à la piève d'Ampugnani, en Castagniccia.

## Géographie

### Situation

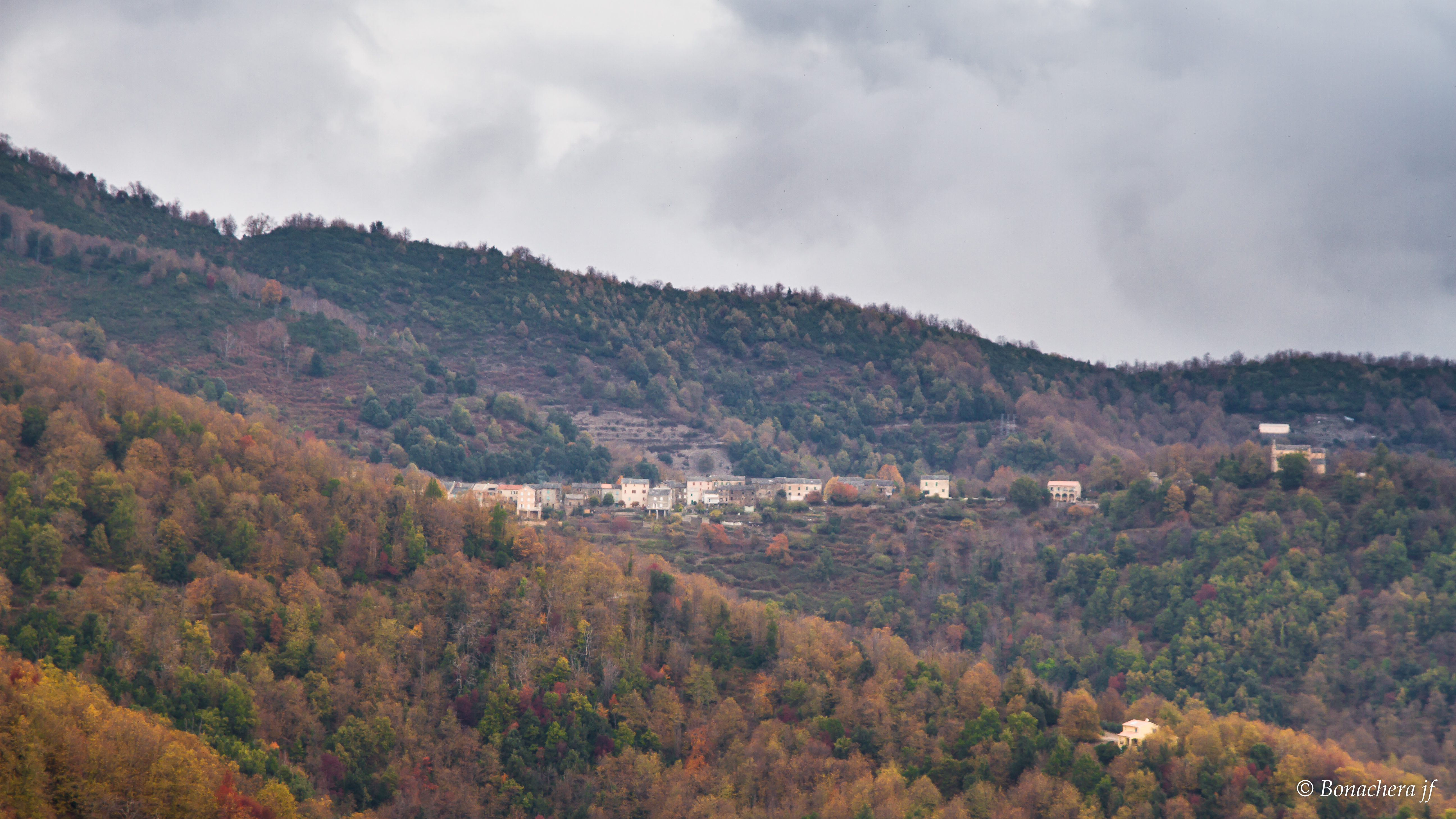
Ghjucatoghju.

Giocatojo est une petite commune du canton de Fiumalto-d'Ampugnani, en plein cœur de la Castagniccia, une microrégion de moyenne montagne dominée par le Monte San Petrone (1 767 m) au centre-est de la Corse et couverte, comme son nom l'indique, par une forêt de châtaigniers. Elle est située dans l'ancienne pieve d'Ampugnani.
Communes limitrophes

### Géologie et relief
Giocatojo est une commune de moyenne montagne, sans façade maritime.
Elle se situe au nord de la Castagniccia, dans l'En-Deçà-des-Monts (Cismonte en langue corse) ou Corse schisteuse au nord-est de l'île, dans le prolongement de l'arête schisteuse du Cap Corse qui se poursuit avec le massif du San Petrone et se termine au sud de la Castagniccia. Son plus haut sommet est la Punta di San Paolo culminant à 1 230 m d'altitude, « à cheval » sur quatre communes : Morosaglia, Ortiporio, Giocatojo et Poggio-Marinaccio, et se trouvant à 5,3 km (distance orthodromique) au nord du Monte San Petrone (1 767 m).
Son territoire occupe le flanc méridional d'un chaînon secondaire de la dorsale schisteuse du San Petrone, articulé à la Punta di San Paolo et orienté dans un axe ouest-est en direction du Monte Sant'Angelo (1 218 m) via le col de Saint-Antoine (Casabianca). Il est le bassin versant du ruisseau de Molaghina qui alimente le ruisseau de Pozzo Bianco, affluent du Fium'Alto, et du ruisseau de Cagnolo et de Teja qui se jette dans le ruisseau d'Arche, affluent du ruisseau de Molaghina. Molaghina et Cagnolo et de Teja forment deux vallons autour de l'arête rocheuse centrale sur laquelle est construit le village de Giocatojo, à 640 m d'altitude moyenne.

### Hydrographie
Le réseau hydrographique de la petite commune de Giocatojo est dense. Plusieurs petits cours d'eau prennent naissance sous la ligne de crête septentrionale.
Le ruisseau de Cagnolo et de Teja à l'ouest, et le ruisseau de Molaghina à l'est, sont les deux principaux cours d'eau communaux.

### Climat et végétation
La situation géographique de la commune, bien exposée puisqu'au sud d'une ligne de crête remontant de 700 m à 1 230 m d'altitude qui la protège des courants froids du nord, lui procure un climat tempéré ainsi d'un bon ensoleillement. Mais, comme partout en Castagniccia orientale, la commune est soumise aux précipitations parfois fortes amenées par les vents du sud-est.
Le village lui-même, construit en alignement sur le versant méridional d'une arête rocheuse à 640 m d'altitude, bénéficie ainsi d'un ensoleillement maximal.
La couverture végétale est homogène dans l'ensemble. Elle est dominée par les châtaigneraies qui sont le plus souvent présentes sous forme de vergers ou de taillis.

### Voies de communication et transports

#### Accès routiers
Giocatojo se situe au carrefour de la route D515 (reliant l'ex-RN 193 à la D 71) avec la D 405 qui le relie La Porta.
À 2 km de route au sud-ouest se trouve le petit hameau, dépendant de la commune de Poggio-Marinaccio, de Lutina aux maisons anciennes traditionnelles et aux escaliers empierrés. Présence d'une petite chapelle.

#### Transports
Le village est éloigné des métropoles régionales. L'arrêt des Chemins de fer de la Corse le plus proche est la gare de Barchetta, distant de 16 km. La gare la plus proche est celle de Ponte-Nuovo à 25 km.
L'aéroport le plus proche est celui de Bastia distant de 30 km. Le port de commerce de Bastia se trouve à 47 km et celui de L'Île-Rousse de 70 km.

## Urbanisme

### Typologie
Au 1er janvier 2024, Giocatojo est catégorisée commune rurale à habitat très dispersé, selon la nouvelle grille communale de densité à sept niveaux définie par l'Insee en 2022.
Elle est située hors unité urbaine. Par ailleurs la commune fait partie de l'aire d'attraction de Bastia, dont elle est une commune de la couronne,. Cette aire, qui regroupe 93 communes, est catégorisée dans les aires de 50 000 à moins de 200 000 habitants,.

### Occupation des sols
L'occupation des sols de la commune, telle qu'elle ressort de la base de données européenne d’occupation biophysique des sols Corine Land Cover (CLC), est marquée par l'importance des forêts et milieux semi-naturels (100 % en 2018), une proportion identique à celle de 1990 (100 %). La répartition détaillée en 2018 est la suivante : 
forêts (63,6 %), milieux à végétation arbustive et/ou herbacée (36,4 %). L'évolution de l’occupation des sols de la commune et de ses infrastructures peut être observée sur les différentes représentations cartographiques du territoire : la carte de Cassini (XVIIIe siècle), la carte d'état-major (1820-1866) et les cartes ou photos aériennes de l'IGN pour la période actuelle (1950 à aujourd'hui).

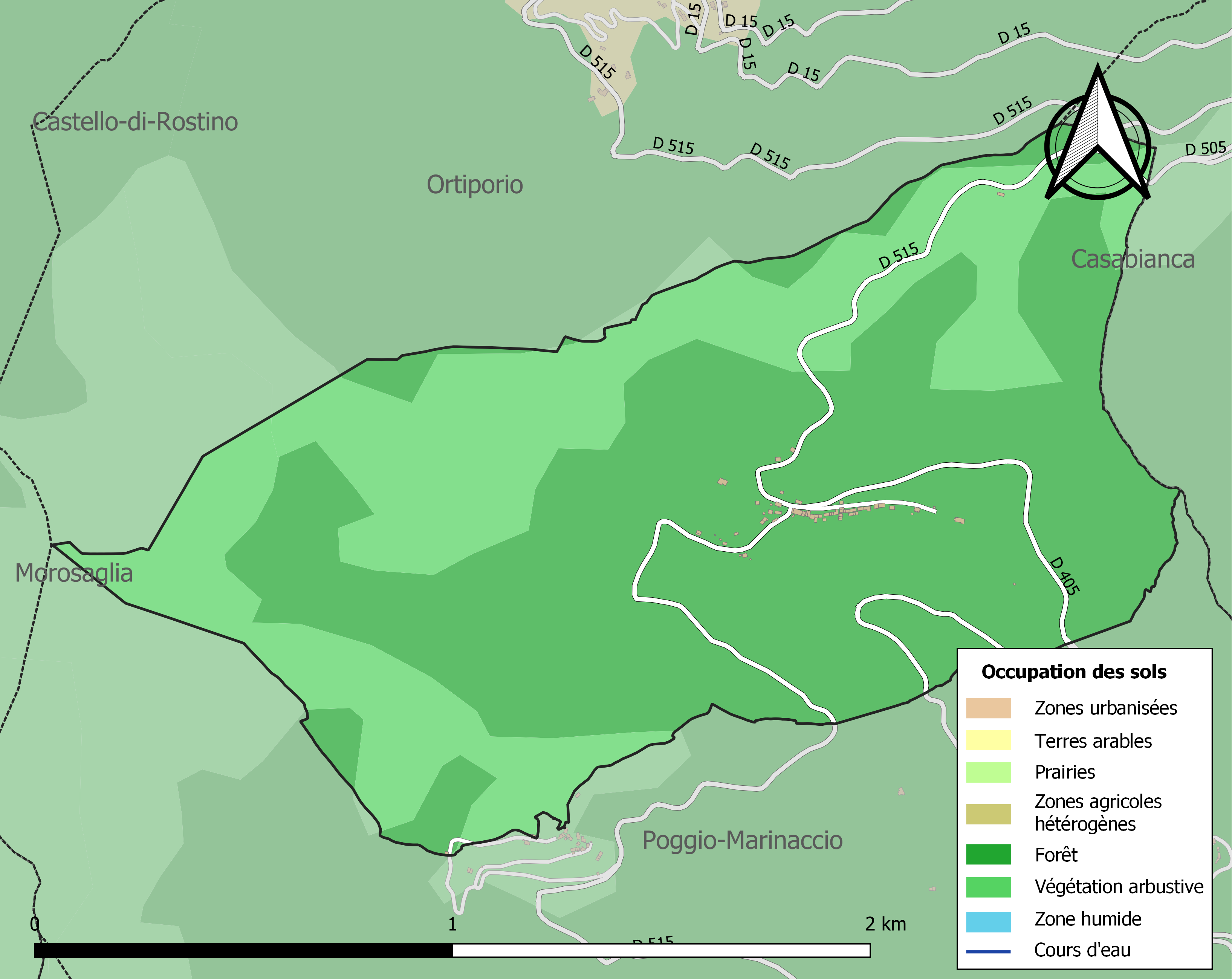
Carte des infrastructures et de l'occupation des sols de la commune en 2018 (CLC).
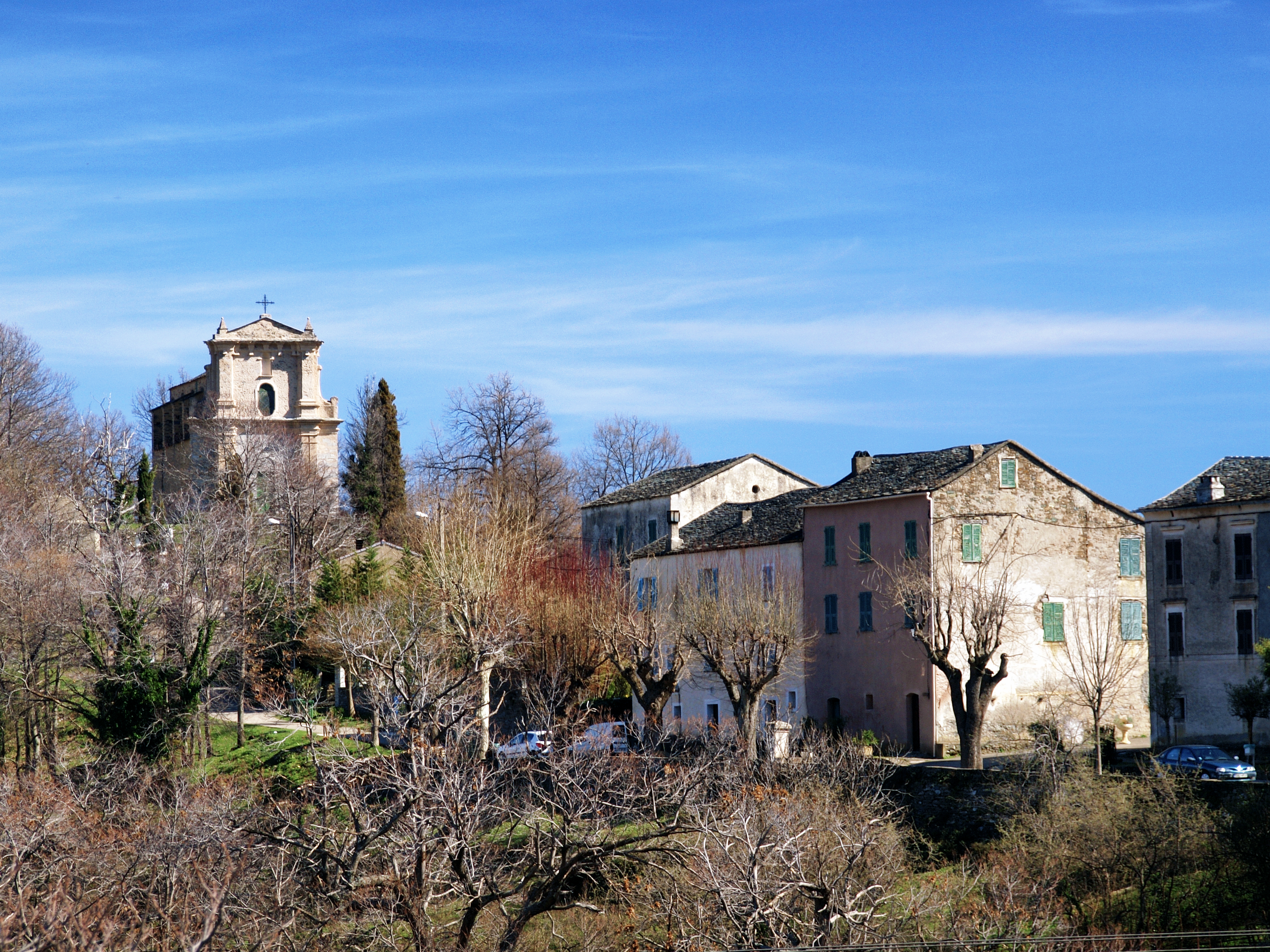
Le haut du village.

## Toponymie
Le nom corse de la commune est Ghjucatoghju /ɟugaˈdɔɟu/.

## Histoire

### Antiquité
Selon Ptolémée, la Corse était habitée par douze nations qui, pour la plupart autochtones, n'ont subi l'influence romaine que dans de faibles proportions. Concernant le pays d'Ampugnani, c'étaient les Licnini, établis au sud des Cilebenses, à l'ouest des Mariani et au nord des Opini, qui occupaient le bassin moyen du Golo. « Maîtres des pays de Casacconi et d'Ampugnani ils ont dû être refoulés vers la montagne, peuplant les cantons de Caccia et du Niolo ».

### Moyen Âge
Un acte, rédigé par un notaire appelé Mariano, nous apprend que l'an 1019, le seigneur de l'île qui était le marquis Guglielmo, accorda aux moines de Montecristo de vastes terrains dans la piève d'Ampugnani.

La communauté se situait dans la pieve d'Ampugnani, dans un pays alors appelé les Cinq Pièves. 

« Ces pièves sont Vallerustie, Orezza, Ampugnani, Rostino et Casacconi. On ne sait pas d'une manière certaine pourquoi elles sont ainsi désignées ; peut-être qu'au temps où il y eut des soulèvements contre certains tyrans, ces pièves, au lieu de se soumettre, se déclarèrent contre eux. »

— Mgr Giustiniani in Dialogo nominato Corsica, traduction de l'abbé Letteron in Histoire de la Corse, Description de la Corse Tome I p. 38.
L'évêché d'Accia n'avait que deux pièves, Ampugnani et Rostino. En 1133, il fut soumis à l'archevêché de Gênes, après l'avoir été à celui de Pise depuis 1092.
Poursuivant sa description de l'île, Mgr Giustiniani rapporte qu'au sommet de la montagne dominant la piève d'Ampugnani, on peut voir les ruines d'une très ancienne église appelée Santo Pietro d'Accia. « C'est le premier endroit que l'on aperçoit en venant de Rome par mer et généralement en abordant sur la côte intérieure. Cette église est la cathédrale de l'évêché d'Accia ; les évêques y vont ordinairement prendre possession de leur siège. Elle est sans toit et tellement délabrée que, si l'on voulait dire la messe, il faudrait bâtir une autre église, ou du moins relever l'autel. Il est vrai que, presque au pied de cette montagne si élevée, se trouve une autre église appelée S. Pietro di Morosaglia, à peu près sans toiture également. On y voit encore les ruines d'Accia, ville aujourd'hui complètement détruite ».
La piève d'Ampugnani contenait une vingtaine de villages. Les caporaux demeuraient à Casabianca et à Pruno. Le pays jouit d'un air sain, et est habité par de braves gens ; il produit des céréales et des châtaignes en assez grande quantité, du bois, des fruits et les meilleures cerises de l'île.
Ampugnani et les pièves de Casinca, Tavagna, Moriani, Orezza, Vallerustie, Rostino et Casacconi, formaient l'un des trois terzeri du pays du Deçà des Monts, appelé ordinairement « Terre de Commune ».
Le pays était dominé par les Cortinchi. Vers la fin de sa vie, Guglielmo Cortinco alla habiter à Ampugnani où il se fit seigneur, et construisit un château à Lumito. Il mourut, laissant un fils qui établit encore son autorité sur Moriani et Tavagna et bâtit un château dans chacune de ces pièves. Ces trois pièves, Ampugnani, Moriani et Tavagna, obéissaient précédemment à Alberto de Loreto.
- 1347 - La Corse devient génoise.

### Temps modernes
- Vers 1520, la pieve d'Ampugnani avait pour lieux habités : la Casabianca, la Porta, la Croce, Polveroso, Monte d’Olmo, lo Pruno, lo Selvarechio, la Casalta, lo Piano, Scata, Ficagia, lo Pomeragio, Stopianova, lo Catogio[13].
- 1563 - Accia composé d'Ampugnani et de Rostino, est réunifié à Mariana, donnant le diocèse d'Accia et Mariana.

Au début du XVIIe siècle, en 1730 (?), dans un rapport rédigé à la demande des Génois, l'abbé Accinelli écrivit : « [...] trovasi quella di Ampugnani delle migliori di tutta l’Isola, che avendo à Tramontana quella di Casaconi, contiene 3580 abitanti. Evvi in questa una montagna con sopra l’antichissima chiesa nominata S.Pietro d’Accia, dove il Vescovo di Bastia prende il posesso del Vescovato di tal nome. Li suoi paesi sono 20. all’incirca, frà quali Porta, Poggiale, Quercitello, Stopianova, Giucatogio, Penta, Casteldacqua, Pruno, Ficaggia, Polveroso, Monte d’Olmi, Alzi, Bonifacio, Querceto, Casalta, Piano, Ficolaccie, Poggio, Marinaccie, Lutina, Melelli, Nepita, Penta al Tiave, Cassindo, Ficaggia, Ezavo, Casabianca, Silvareccio, Croce, e Scata : Principale però frà tutti, è Casabianca ».
La pieve d'Ampugnani se trouvait dans la juridiction de Bastia ; elle comprenait les communautés suivantes, avec leur population : Porta, e Poggiale 493. Quercitello, e Stoppianova 271. Giucatoggio, e Ponte 264. Castel d’acqua 260. Pruno 160. Polveroso 189. Monte d’Olmi, Alzi, e Bonifatio 235. Casabianca, e Querceto 202. Casalta, e Piano 196. Poggio con 3 ville 172. Silvareccio 317. Croce 352. Ascata 173. Ficaia 337.
- Début 1735, une nouvelle et plus grave rébellion soulève l'île tout entière. Par un règlement du 28 janvier 1733, les Génois avaient augmenté les impôts. Les députés des villages convoqués, ont refusé de prêter serment au nouveau règlement et de réclamer leur adhésion aux projets financiers du suzerain. Pour étouffer ce germe de rébellion le gouverneur Pallavicino décida de recourir à la force.

« Le capitaine Pippo et le capitaine Gagliardi, envoyés dans la vallée du Golo et dans l'Ampugnani, pour intimider les villages et arrêter les meneurs, furent surpris et obligés de capituler avant d'avoir pu être rejoints par un troisième détachement venu de Calvi. Ainsi commençait la deuxième guerre pour l'indépendance ; elle allait durer jusqu'en 1739 »
— Colonna de Cesari Rocca in Histoire de Corse, Ancienne librairie Furne - Boivin & Cie, Éditeurs - Paris 1916, p. 103
.
- 1768 - Le 15 mai, la Corse est cédée à la France par les Génois. L'île passe sous administration militaire française.
- 1789 - La Corse appartient au royaume de France.
- 1790 - Avec la Révolution française est créé le département de Corse avec Bastia comme préfecture,
- 1793 - An II. la Convention divise l'île en deux départements : El Golo (l'actuelle Haute-Corse) dont fait partie Giocatojo, et Liamone (l'actuelle Corse-du-Sud) sont créés. La commune porte le nom de Giocatojo. Elle intègre le canton d'Ampugnani dans le district de Bastia et dans le département d'El Golo.
- 1801 - Sous le Consulat[Note 6], la commune garde le nom de Giocatojo, est toujours dans le canton d'Ampugnani, dans l'arrondissement de Bastia et le département d'El Golo.
- 1811 - Les départements d'El Golo et du Liamone sont fusionnés pour former le département de Corse.
- 1828 - Giocatojo passe dans le canton de La Porta[15].

### Époque contemporaine
En 1954, Giocatojo fait partie du canton de Porta, constitué avec les communes de Casabianca, Casalta, Croce, Ficaja, Giocatojo, Piano, Poggio-Marinaccio, Polveroso, Porta d’Ampugnani, Pruno, Quercitello, San-Damiano, San-Gavino-d'Ampugnani, Scata et Silvareccio.
- 1973 - Giocatojo bascule dans le nouveau canton de Fiumalto-d'Ampugnani créé avec la fusion imposée des anciens cantons de la Porta et Peru-Casevecchie.
- 1975 - L'île est à nouveau scindée en deux département. Giocatojo se trouve en Haute-Corse.

## Politique et administration

### Liste des maires
| Période                                  | Période   | Identité             | Étiquette | Qualité                                     |
| ---------------------------------------- | --------- | -------------------- | --------- | ------------------------------------------- |
| maire en 1911                            | ?         | Eugène Sebastiani    |           |                                             |
| mars 1977                                | mars 1995 | Aimé Pietri          | SE        | Ancien professeur, journaliste en activité. |
| mars 2001                                | En cours  | Marie-Thérèse Faraut | DVG       | Retraitée                                   |
| Les données manquantes sont à compléter. |           |                      |           |                                             |

## Population et société

### Démographie
L'évolution du nombre d'habitants est connue à travers les recensements de la population effectués dans la commune depuis 1800. Pour les communes de moins de 10 000 habitants, une enquête de recensement portant sur toute la population est réalisée tous les cinq ans, les populations de référence des années intermédiaires étant quant à elles estimées par interpolation ou extrapolation. Pour la commune, le premier recensement exhaustif entrant dans le cadre du nouveau dispositif a été réalisé en 2008.

En 2022, la commune comptait 50 habitants, en évolution de +4,17 % par rapport à 2016 (Haute-Corse : +5,15 %, France hors Mayotte : +2,11 %).
| 1800 | 1806 | 1821 | 1831 | 1836 | 1841 | 1846 | 1851 | 1856 |
| ---- | ---- | ---- | ---- | ---- | ---- | ---- | ---- | ---- |
| 213  | 184  | 241  | 236  | 264  | 250  | 238  | 251  | 210  |

| 1861 | 1866 | 1872 | 1876 | 1881 | 1886 | 1891 | 1896 | 1901 |
| ---- | ---- | ---- | ---- | ---- | ---- | ---- | ---- | ---- |
| 200  | 202  | 207  | 200  | 188  | 165  | 181  | 159  | 162  |

| 1906 | 1911 | 1921 | 1926 | 1931 | 1936 | 1946 | 1954 | 1962 |
| ---- | ---- | ---- | ---- | ---- | ---- | ---- | ---- | ---- |
| 166  | 184  | 138  | 156  | 116  | 132  | 160  | 114  | 100  |

| 1968 | 1975 | 1982 | 1990 | 1999 | 2006 | 2008 | 2013 | 2018 |
| ---- | ---- | ---- | ---- | ---- | ---- | ---- | ---- | ---- |
| 69   | 47   | 41   | 32   | 49   | 47   | 47   | 46   | 51   |

| 2022 | - | - | - | - | - | - | - | - |
| ---- | - | - | - | - | - | - | - | - |
| 50   | - | - | - | - | - | - | - | - |

### Enseignement
- L'école primaire publique la plus proche se trouve à La Porta, à 6 km.
- Le collège le plus proche se trouve à Folelli, à 20 km, le lycée professionnel agricole de Borgo à 33 km. Le lycée Pascal Paoli de Corte est à 50 km.

### Santé
Le cabinet de médecin le plus proche est situé à Ponte-Leccia, à environ 29 km.
Les plus proches hôpitaux sont :
- le Centre hospitalier de Bastia à 42 km,
- le Centre Hospitalier Intercommunal Corte Tattone à 50 km.

Les ambulanciers les plus proches se trouvent également à Ponte-Leccia, de même que les masseurs kinésithérapeutes.
L'infirmière la plus proche est installée à Casabianca, à 2,5 km.

### Cultes
Le culte pratiqué est le catholicisme. L'église paroissiale San Quilicu relève du diocèse d'Ajaccio. Une messe y est célébrée une fois par mois. Elle fait partie du secteur inter-paroissial de Folelli.

## Culture locale et patrimoine

### Lieux et monuments

#### Église paroissiale Saint-Cyr
L'église paroissiale Saint-Cyr dite San Quìlicu, est située à 641 mètres d'altitude, à l'extrémité de l'arête rocheuse sur laquelle les habitations anciennes avaient été construites, et en retrait des maisons qu'elle domine. Elle serait bâtie à l'emplacement de l'ancienne église romane Saint-Cyr du XIe siècle. Dans une lettre adressée par l'ancien conseil de fabrique au ministre de l'Instruction Publique, des Beaux-arts et des Cultes, en 1907, il est dit que l'église paroissiale actuelle a été construite en 1700 à l'emplacement de l'édifice médiéval. Une date portée sur l'édifice indique qu'elle a été remaniée en 1781. En 1781 (date sur l'arc triomphal), sont faits des travaux de second œuvre. Elle subira des travaux de restauration au cours de la seconde moitié du XIXe siècle et enfin en 1999.
L'édifice religieux actuel est de plan en croix grecque, à chevet plat. Sa nef à un vaisseau, a huit chapelles latérales et le transept non saillant sépare le chœur où trône le maître-autel, couvert de voûtes en berceau à lunettes. Sa façade principale (ici occidentale) en dalles de schiste gris, présente une porte principale disposant des éléments primitifs de sa première construction de « style roman pisan corse ». Celle-ci est surmontée d'un linteau monolithe décoré de huit cercles avec des motifs géométriques identiques et de deux autres cercles avec des gravures d'oiseaux, supporté par deux corbeaux sculptés d'arcatures. La porte dont les montants latéraux sont appareillés de blocs de taille plus importante que celles des blocs de l'ensemble de la construction, est couronnée d'un tympan aveugle, délimitée par un arc plein cintre en pierres taillées précisément.
Le deuxième niveau possède une ouverture carrée à laquelle sont accolées au-dessus et au-dessous deux demi-cercles. La niche qui la surmonte est vide de sa statue. Un sobre fronton triangulaire coiffe l'ensemble. Premier et deuxième niveau sont séparés par une corniche simple.
La façade méridionale supporte le campanile. S'y trouve une porte couronnée d'un même tympan aveugle que celle de la façade occidentale.
L'église paroissiale a été classée au titre des monuments historiques le 15 février 1977 pour son décor intérieur. Elle est elle-même reprise à l'Inventaire général du patrimoine culturel.
Elle renferme un grand nombre d'œuvres, deux sont classées :
- tableau La Vierge allaitant l'Enfant entre saint Jean l’Évangéliste et saint Michel, la Crucifixion et huit saints et saintes, panneau bois peint limite XVe siècle XVIe siècle, propriété de la commune, classé monument historique en 1992[21].
- retable en bois peint à l'huile Vierge à l'Enfant entourée de saints, classé et protégé en 1957[22].

Les autres œuvres sont reprises à l'Inventaire général du patrimoine culturel :
- Autel, retable, fonts baptismaux XVIIIe siècle[23] ;
- Confessionnal en bois taillé, ciré, mouluré, de 1786[24] ;
- Trois fausses-stalles de célébrant en châtaignier taillé, ciré, mouluré, chantourné, découpé, du XVIIIe siècle[25] ;
- Orfèvrerie : un ostensoir-soleil don de Napoléon III à l'église de Giocatojo en 1870, œuvre de l'atelier d'orfèvres parisien Placide Poussielgue-Rusand milieu du XIXe siècle[26] ;
- Ensemble du maître-autel de saint Cyr, œuvre homogène du XVIIIe siècle, restaurée en 1999[27] ;
- Ensemble de l'autel secondaire de la confrérie du Rosaire, XVIIIe siècle[28] ;
- Peintures à l'huile sur toile "Sainte Vierge, saint Michel et saint André", " Chemin de croix" limite XVe siècle XVIe siècle, le tableau d'autel "Sainte Juliette et saint Cyr" XVIIIe siècle restauré en 2000, le tableau d'autel "Donation du Rosaire" dans l'autel secondaire de la confrérie du Rosaire[29] ;
- Sculpture "Christ en croix", statue (demi-nature) en bois taillé, peint, polychrome limite XVIIe siècle XVIIIe siècle, restaurée en 1999[30] ;
- Chemin de croix soit quatorze tableautins, peinture à l'huile, limite XVIIIe siècle XIXe siècle[31] ;
- Le mobilier de l'église paroissiale Saint-Cyr[32] ;
- Chaire à prêcher du XVIIIe siècle, restaurée en 1999[33].

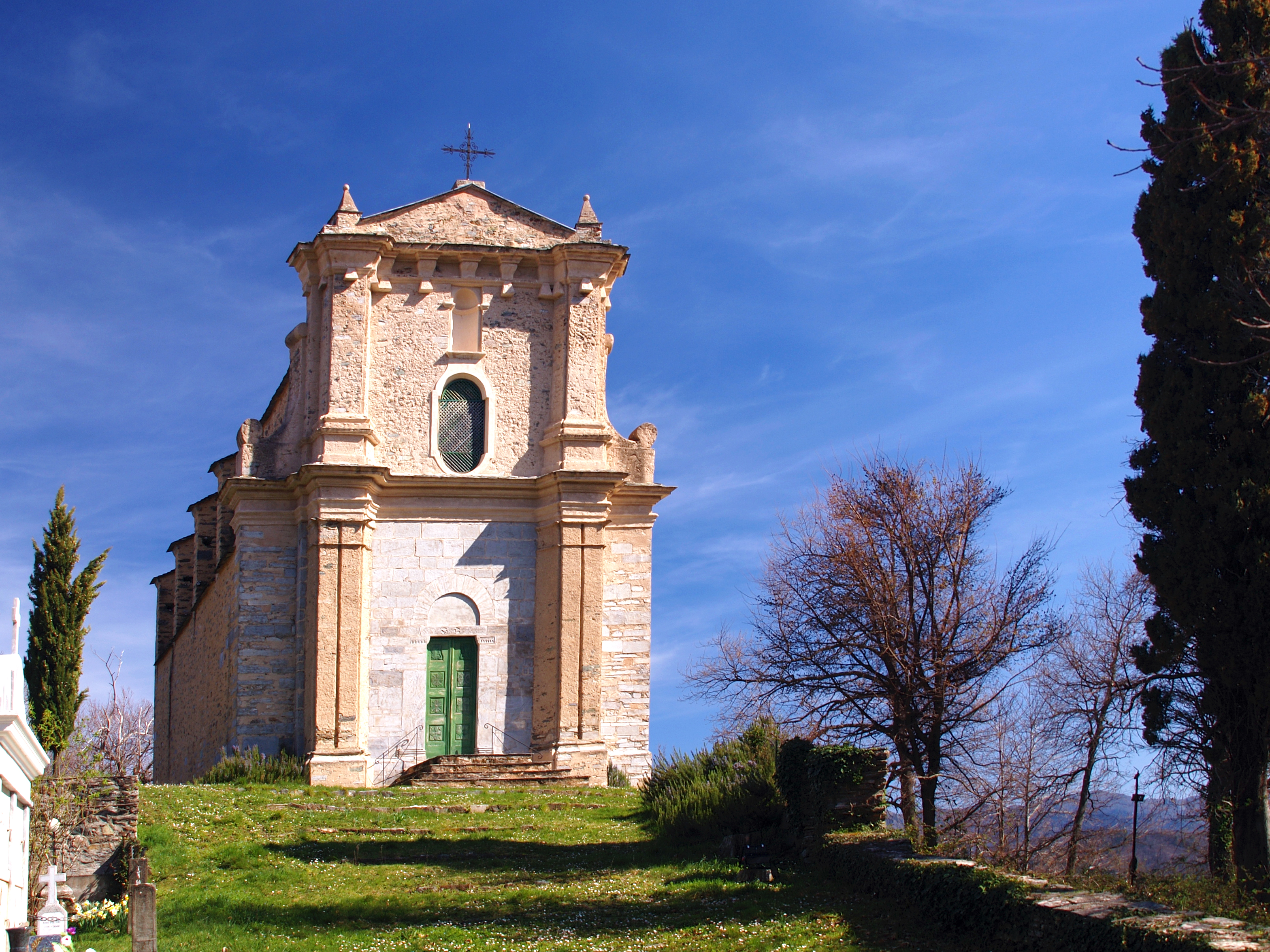
L'église paroissiale Saint-Cyr dite San Quìlicu.
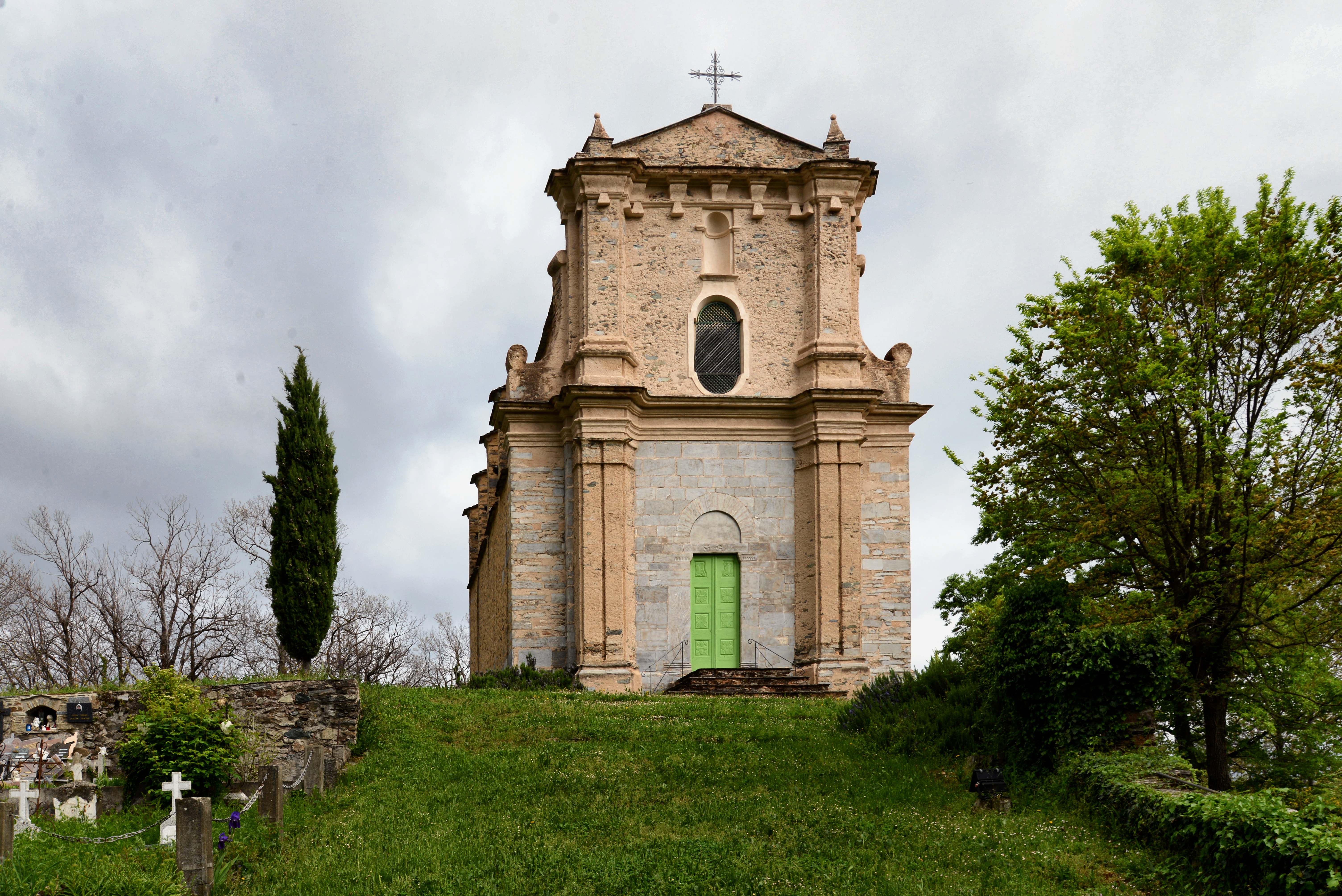
Façade principale.
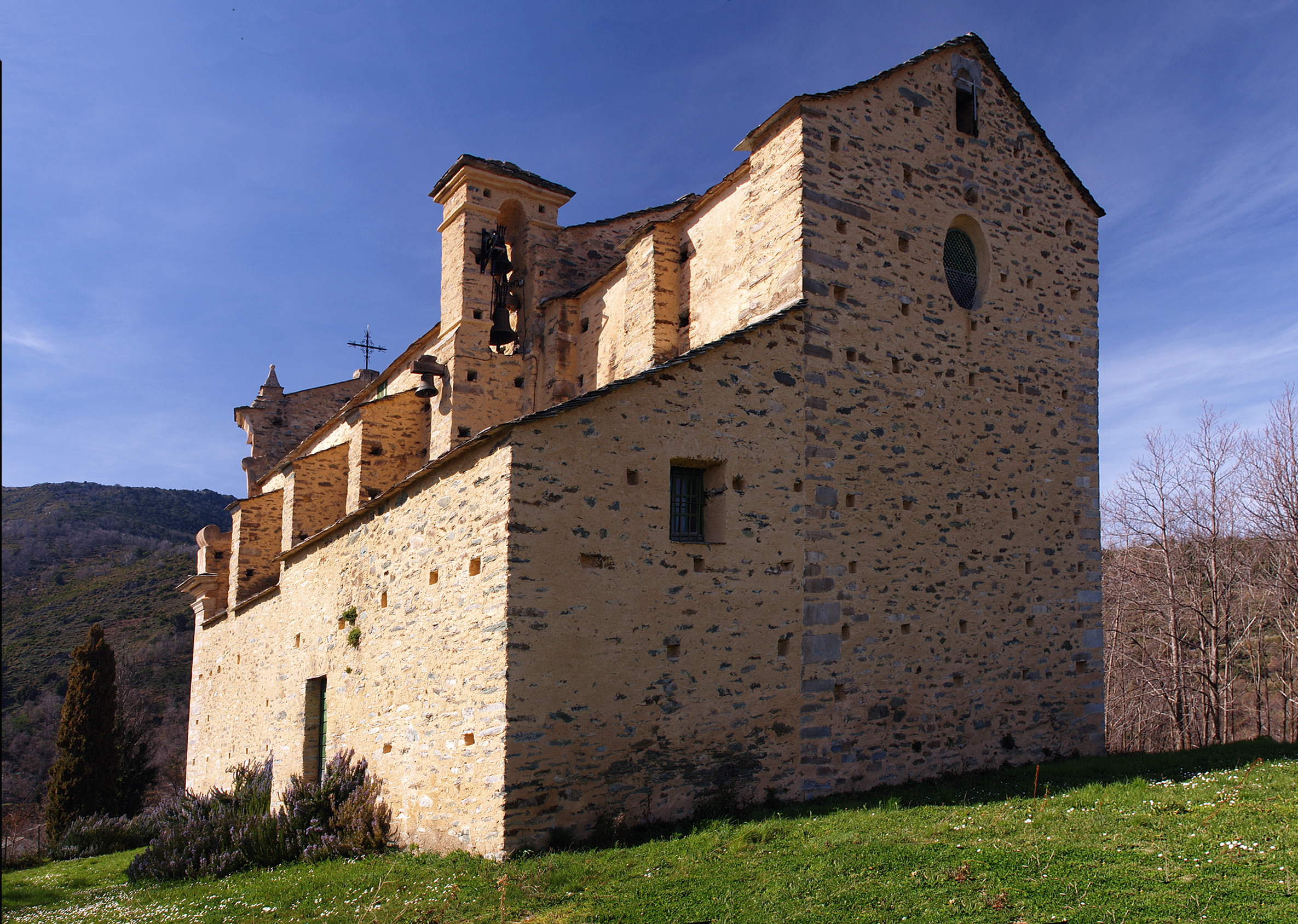
Vue 3/4 arrière et du clocher.
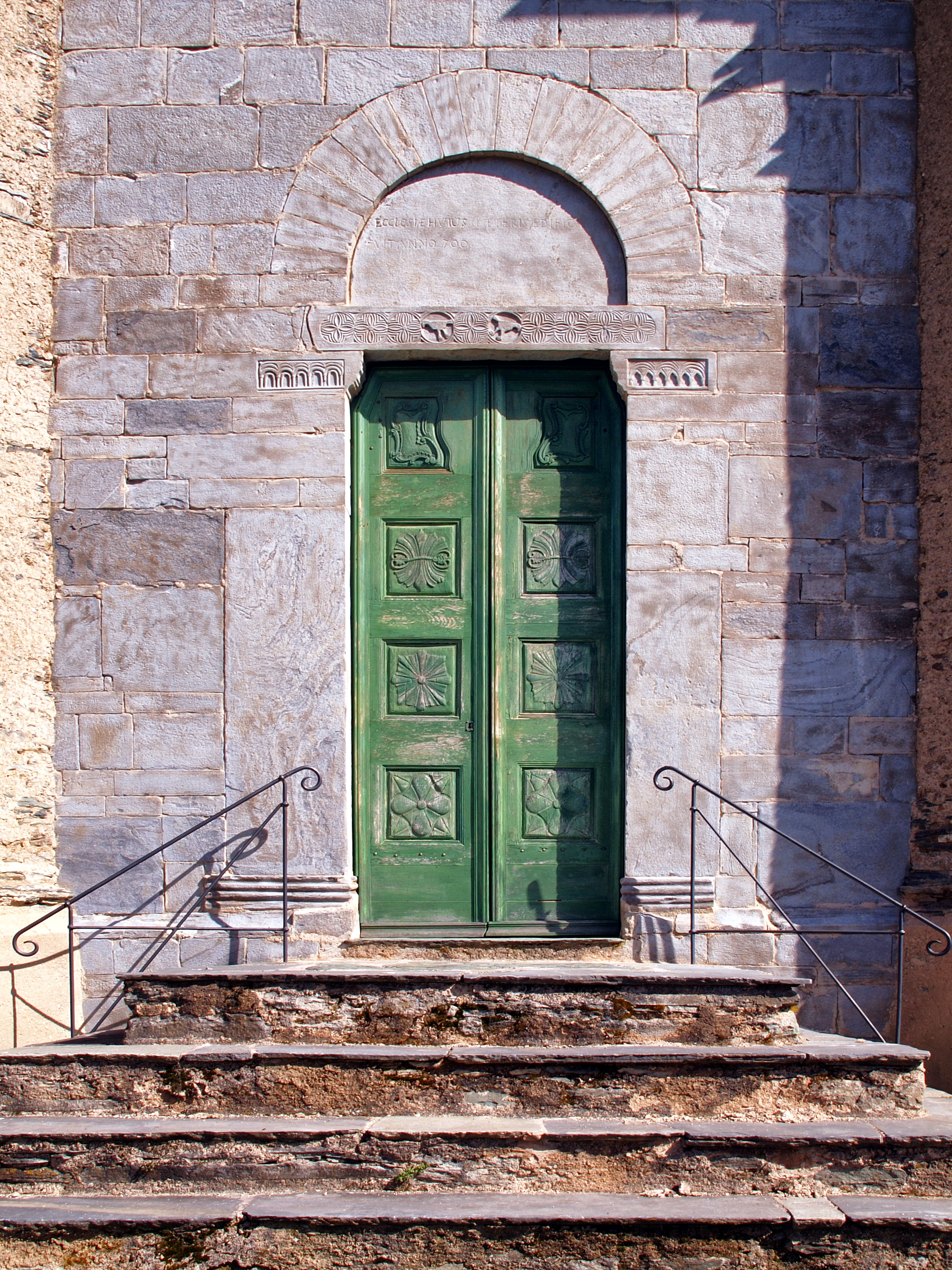
Portail de l'église San Quilicu.
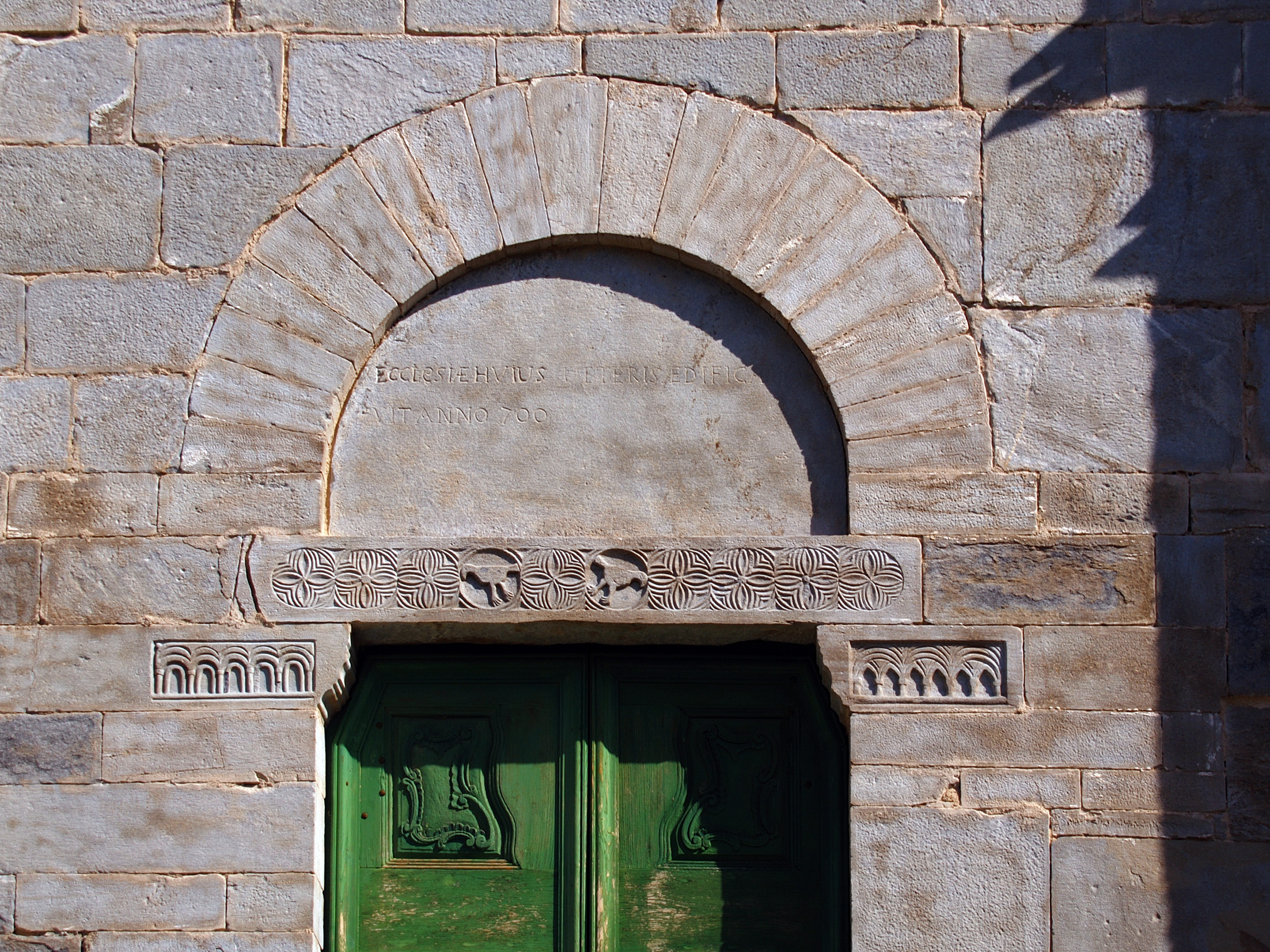
Linteau sculpté du portail.

#### Chapelle funéraire de la famille Branger
La chapelle funéraire de la famille Branger  a été construite limite XIXe et XXe siècles. Elle est à l'Inventaire général du patrimoine culturel.

#### Maisons
Le village présente un collectif des maisons bâties aux XVIe siècle, XVIIe siècle, XVIIIe siècle et XIXe siècle. Sur 41 recensées (INSEE), 26 ont été repérées et 3 étudiées. Toutes les maisons sont en schiste. Les toits sont traditionnellement couverts d'ardoise. Ces 3 maisons de notable des XVIe et XVIIe siècles sont reprises à l'Inventaire général du patrimoine culturel.

#### Autres édifices et monuments
- Le monument aux morts.
- L'ancienne école, l'actuelle mairie : 2e moitié XIXe siècle. Elle est à l'Inventaire général du patrimoine culturel[36].
- La fontaine de 1774. Elle est à l'Inventaire général du patrimoine culturel[37].

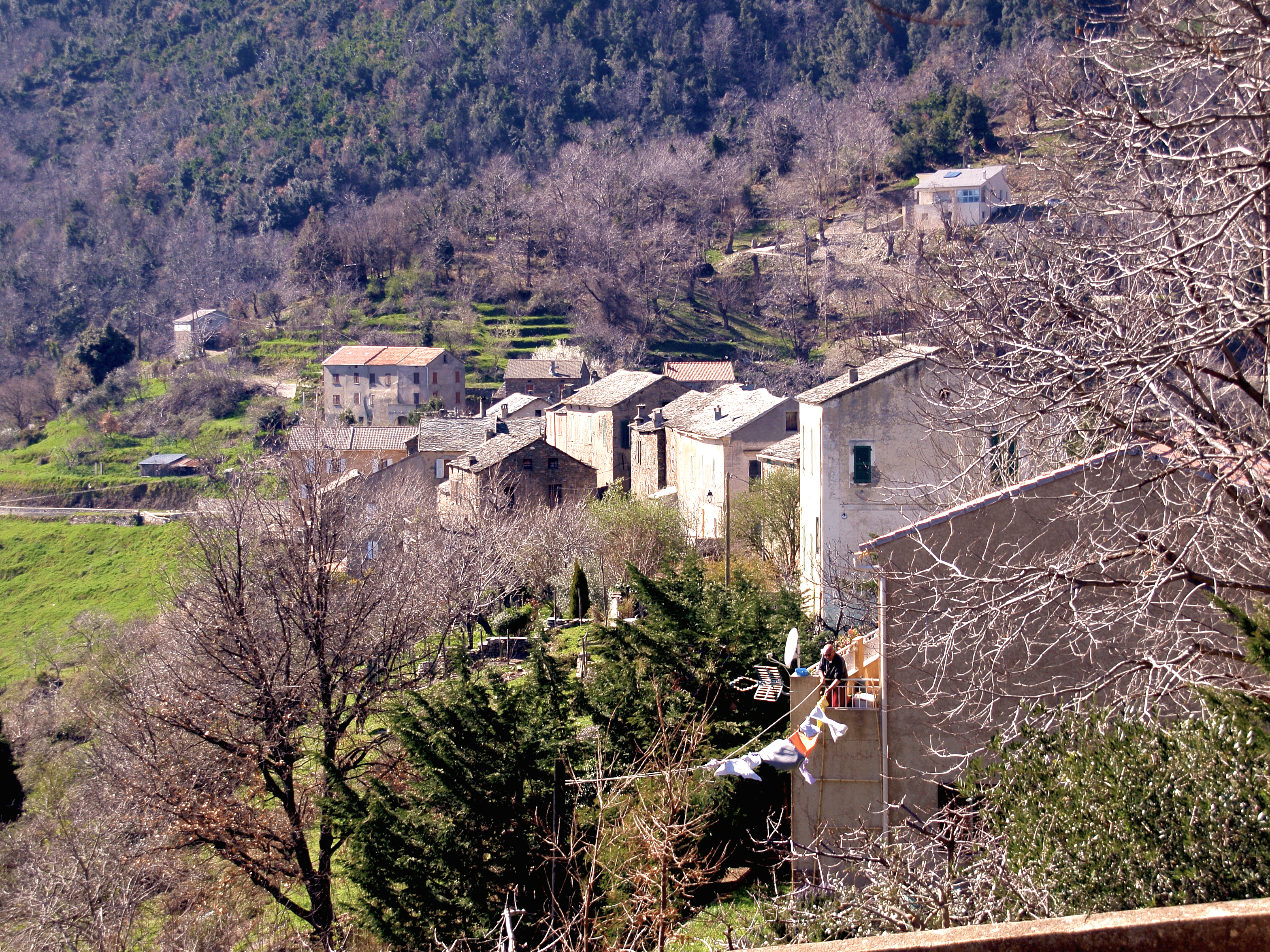
Le village vu depuis San Quìlicu.
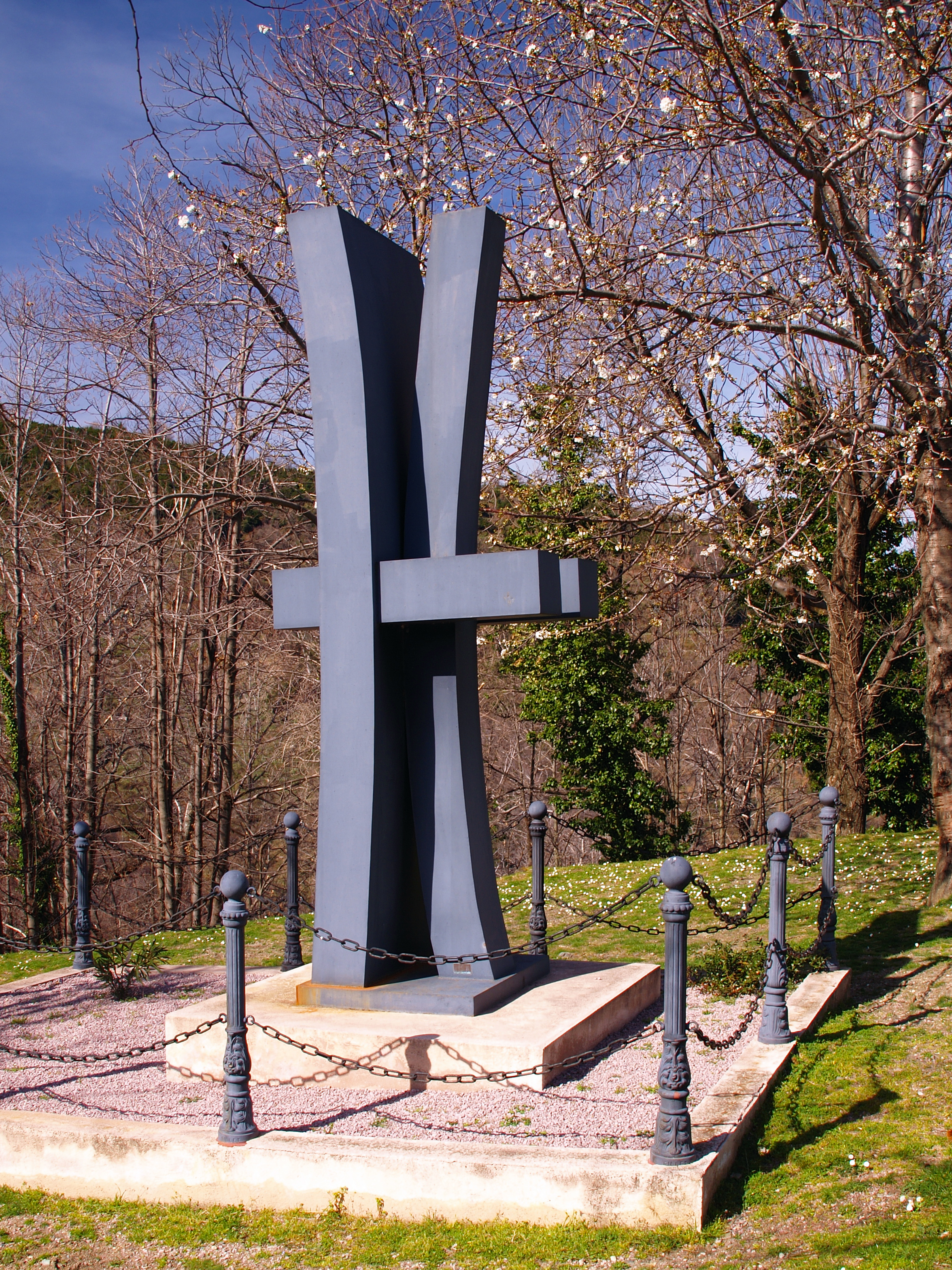
Monument aux morts.
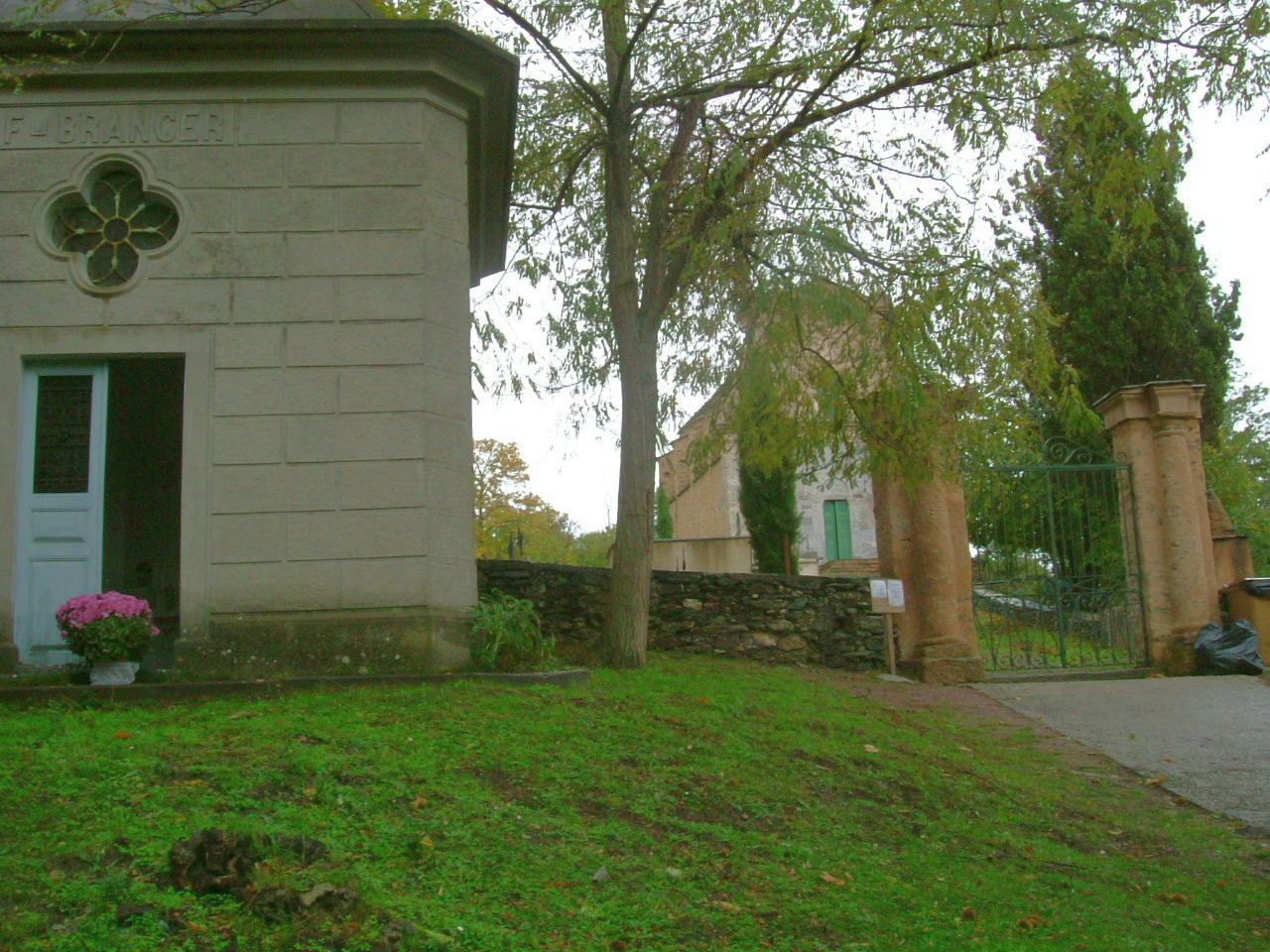
Chapelle funéraire de la famille Branger.
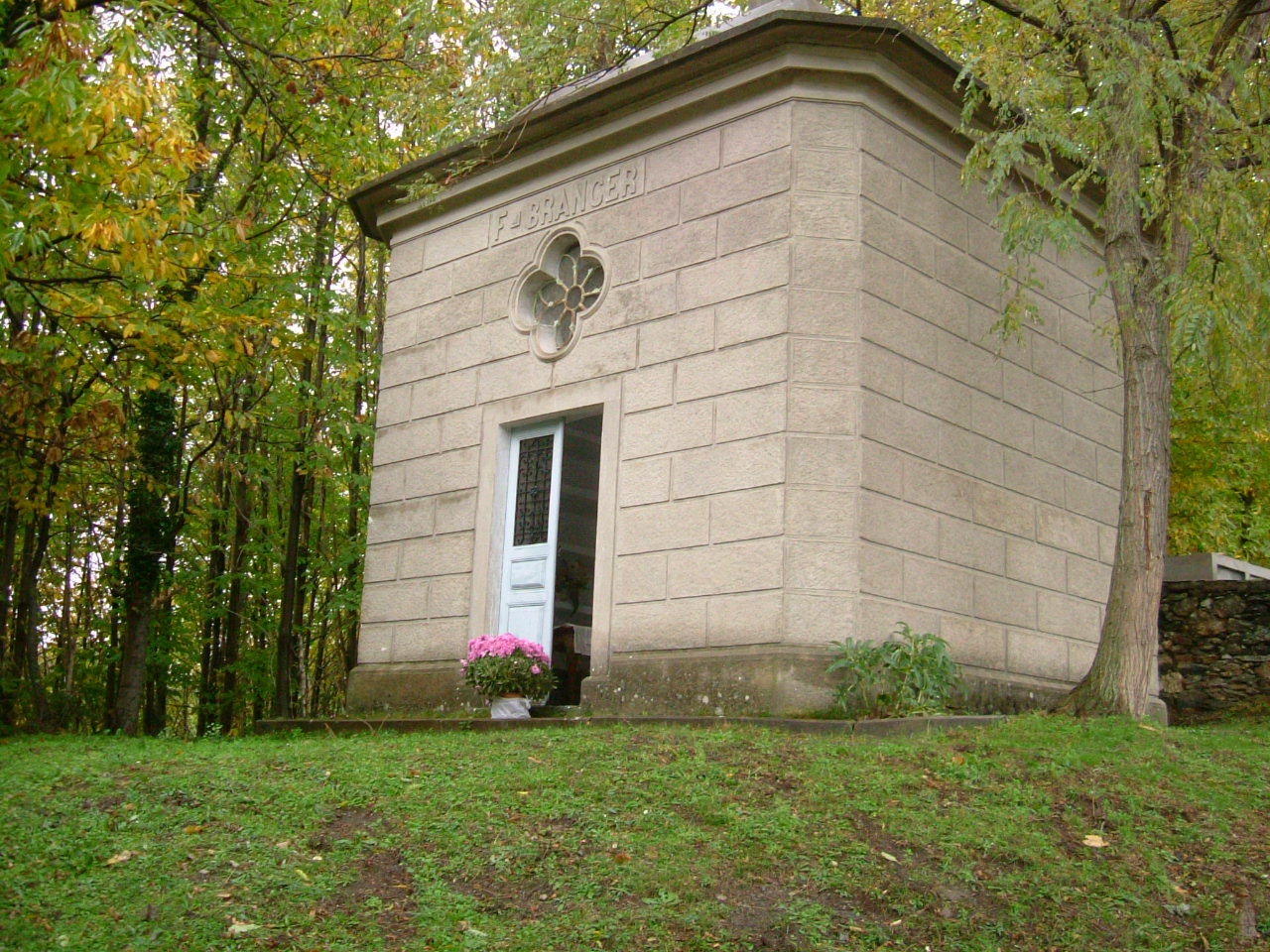
Chapelle funéraire de la famille Branger.

### Patrimoine naturel

#### Parc naturel régional
Giocatojo est une commune adhérente au parc naturel régional de Corse, dans son « territoire de vie » appelé Castagniccia.

#### ZNIEFF
La commune est concernée par deux zones naturelles d'intérêt écologique, faunistique et floristique de 2e génération :
Châtaigneraies de la petite Castagniccia
La ZNIEFF 940004146 d'une superficie de 10 559 ha, s’étend du nord au sud, du col de Pirello jusqu’au rocher de Muteri, sur une zone dite « petite Castagniccia » qui couvre 43 communes. La végétation est dominée par les châtaigneraies le plus souvent présentes sous forme de vergers ou de taillis.
Landes et pelouses sommitales du massif du San Petrone
La ZNIEFF 940004201 de 2e génération concerne 19 communes. D'une superficie de 1 735 ha, elle comprend trois unités distinctes, distribuées du nord au sud sur les crêtes du massif de San Petrone. Giocatojo se situe dans l'unité au nord du col de Prato, à l'ouest du Bocca di Pruno, où l'on trouve un ensemble de plateaux sommitaux et de croupes à faible pente qui culminent au Monte Compoli à 1 236 mètres.